# تفرد جذبوي
يشير مصطلح التفرد الثقالي (بالإنجليزية:Gravitational Singularity) إلى موقع في الزمكان يصبح فيه مجال جاذبية الأجرام الفلكية لانهائي بطريقة لا تعتمد على نظام الإحداثيات. والمقصود هو وزن لا نهائي لحجم معين في ظروف هذا الموقع، عندما يكون الضغط على الذرات من جميع الجهات في جسم معين داخل ثقب أسود مثلا، لا نهائي يؤدي إلى تفتت الذرات وانطوائها على نفسها مختزلة المسافات الشاسعة بين سطح الذرة وأنويتها وبالتالي تكسير لنوى الذرات وتحطمها مع مكوناتها الذرية (الكواركات)، تحت ضغط هائل لا نهائي في قلب ثقب أسود (اقرأ نصف قطر شفارتزشيلد).والقيم المستخدمة لقياس شدة مجال الجاذبية هي القيم العددية للانحناءات الثابتة للزمكان والذي يتضمن قياس كثافة المادة. وبما أن هذه القيم تصبح لانهائية في إطار التفرد، فإن قوانين الزمكان الطبيعية لا يمكن أن تتواجد حينذاك .

## اقرأ أيضا
- ثقب أسود نجمي
- ثقب أسود 1655-40
- ثقب أسود فائق الضخامة
- قائمة أكبر النجوم كتلة
- نصف قطر شفارتزشيلد
- حد شاندراسيخار
- مغناطيسية الجاذبية
- تفرد مجرد